# Prudent Joye
Prudent Joye (Roubaix, 15 dicembre 1913 – Orléans, 1º novembre 1980) è stato un ostacolista francese.

## Palmarès

### Europei
- 1 medaglia:
  - 1 oro (Parigi 1938 nei 400 m ostacoli)